# Jordan Mein
Jordan Taylor Mein, född 10 oktober 1989 i Lethbridge, är en kanadensisk MMA-utövare som sedan 2013 tävlar i organisationen Ultimate Fighting Championship.